# Mexique aux Jeux olympiques d'été de 1948
Le Mexique est présent aux Jeux olympiques d'été de 1948, à Londres. C’est la 6e participation de ce pays aux Jeux olympiques d’été. Il est représenté par une nombreuse délégation de 81 athlètes, comprenant 7 femmes. Les athlètes mexicains rapportent de Londres 5 médailles dont 2 en or, se classant en 17e position au bilan médaillé des nations. Le Mexique doit essentiellement cette performance à ses cavaliers qui trustent les titres en Saut d'obstacles (Équitation), aussi bien dans l'épreuve individuelle que l'épreuve par équipes : 4 médailles sur 6 potentielles et 2 titres olympiques.

## Tous les médaillés mexicains
| Médaille | Discipline | Épreuve                      | Athlète                                            |
| -------- | ---------- | ---------------------------- | -------------------------------------------------- |
| or       | Équitation | Saut d'obstacles individuel  | Humberto Mariles                                   |
| or       | Équitation | Saut d'obstacles par équipes | Humberto Mariles Cortés Rubén Uriza Alberto Valdés |
| argent   | Équitation | Saut d'obstacles individuel  | Rubén Uriza                                        |
| bronze   | Équitation | Concours complet individuel  | Fidel Ortiz                                        |
| bronze   | Plongeon   | Plateforme 10 mètres         | Joaquín Capilla                                    |

## Sources
- (en) Bilan complet du Mexique aux Jeux olympiques d'été de 1948 sur olympedia.org
- (fr) Tous les résultats de 1948 sur le site du C.I.O